# Veauville-lès-Baons
Veauville-lès-Baons és un municipi francès situat al departament del Sena Marítim i a la regió de Normandia. L'any 2007 tenia 641 habitants.

## Demografia

### Població
El 2007 la població de fet de Veauville-lès-Baons era de 641 persones. Hi havia 251 famílies de les quals 43 eren unipersonals (20 homes vivint sols i 23 dones vivint soles), 91 parelles sense fills, 109 parelles amb fills i 8 famílies monoparentals amb fills.
La població ha evolucionat segons el següent gràfic:
Habitants censats

### Habitatges
El 2007 hi havia 265 habitatges, 250 eren l'habitatge principal de la família, 11 eren segones residències i 4 estaven desocupats. 257 eren cases i 8 eren apartaments. Dels 250 habitatges principals, 164 estaven ocupats pels seus propietaris, 79 estaven llogats i ocupats pels llogaters i 7 estaven cedits a títol gratuït; 6 tenien una cambra, 17 en tenien dues, 28 en tenien tres, 66 en tenien quatre i 133 en tenien cinc o més. 219 habitatges disposaven pel capbaix d'una plaça de pàrquing. A 108 habitatges hi havia un automòbil i a 121 n'hi havia dos o més.

### Piràmide de població
La piràmide de població per edats i sexe el 2009 era:
| Homes | Edats   | Dones |
| ----- | ------- | ----- |
| 0     | 95 o +  | 0     |
| 0     | 90 a 94 | 0     |
| 0     | 85 a 89 | 4     |
| 0     | 80 a 84 | 0     |
| 4     | 75 a 79 | 4     |
| 8     | 70 a 74 | 8     |
| 16    | 65 a 69 | 12    |
| 20    | 60 a 64 | 4     |
| 12    | 55 a 59 | 8     |
| 40    | 50 a 54 | 48    |
| 16    | 45 a 49 | 40    |
| 36    | 40 a 44 | 28    |
| 24    | 35 a 39 | 12    |
| 28    | 30 a 34 | 28    |
| 24    | 25 a 29 | 36    |
| 28    | 20 a 24 | 16    |
| 36    | 15 a 19 | 36    |
| 32    | 10 a 14 | 24    |
| 28    | 5 a 9   | 24    |
| 16    | 0 a 4   | 32    |

## Economia
El 2007 la població en edat de treballar era de 429 persones, 317 eren actives i 112 eren inactives. De les 317 persones actives 296 estaven ocupades (174 homes i 122 dones) i 22 estaven aturades (11 homes i 11 dones). De les 112 persones inactives 38 estaven jubilades, 23 estaven estudiant i 51 estaven classificades com a «altres inactius».

### Ingressos
El 2009 a Veauville-lès-Baons hi havia 274 unitats fiscals que integraven 743 persones, la mediana anual d'ingressos fiscals per persona era de 17.407 €.

### Activitats econòmiques
Dels 19 establiments que hi havia el 2007, 5 eren d'empreses de construcció, 6 d'empreses de comerç i reparació d'automòbils, 2 d'empreses de transport, 1 d'una empresa financera, 2 d'empreses de serveis, 1 d'una entitat de l'administració pública i 2 d'empreses classificades com a «altres activitats de serveis».
Dels 5 establiments de servei als particulars que hi havia el 2009, 4 eren lampisteries i 1 electricista.
L'any 2000 a Veauville-lès-Baons hi havia 12 explotacions agrícoles que ocupaven un total de 624 hectàrees.

## Equipaments sanitaris i escolars
El 2009 hi havia una escola maternal integrada dins d'un grup escolar amb les comunes properes formant una escola dispersa.

## Poblacions més properes
El següent diagrama mostra les poblacions més properes.